# 3396 Muazzez
A 3396 Muazzez (ideiglenes jelöléssel A915 TE) egy kisbolygó a Naprendszerben. Max Wolf fedezte fel 1915. október 15-én.